# Coxina thermeola
Coxina thermeola là một loài bướm đêm trong họ Erebidae.